# Hällesjön (Karl Gustavs socken, Västergötland)
Hällesjön är en sjö i Varbergs kommun i Västergötland och ingår i Viskans huvudavrinningsområde. Sjön har en area på 0,0326 kvadratkilometer och ligger 120,7 meter över havet.

## Delavrinningsområde
Hällesjön ingår i det delavrinningsområde (634996-130453) som SMHI kallar för Utloppet av Mäsen. Medelhöjden är 94 meter över havet och ytan är 30,05 kvadratkilometer. Det finns ett avrinningsområde uppströms, och räknas det in blir den ackumulerade arean 40,79 kvadratkilometer. Lillån som avvattnar avrinningsområdet har biflödesordning 3, vilket innebär att vattnet flödar genom totalt 3 vattendrag innan det når havet efter 41 kilometer. Avrinningsområdet består mestadels av skog (68 procent) och jordbruk (10 procent). Avrinningsområdet har 4,68 kvadratkilometer vattenytor vilket ger det en sjöprocent på 15,6 procent.